# St. Barbara (Oberzell)

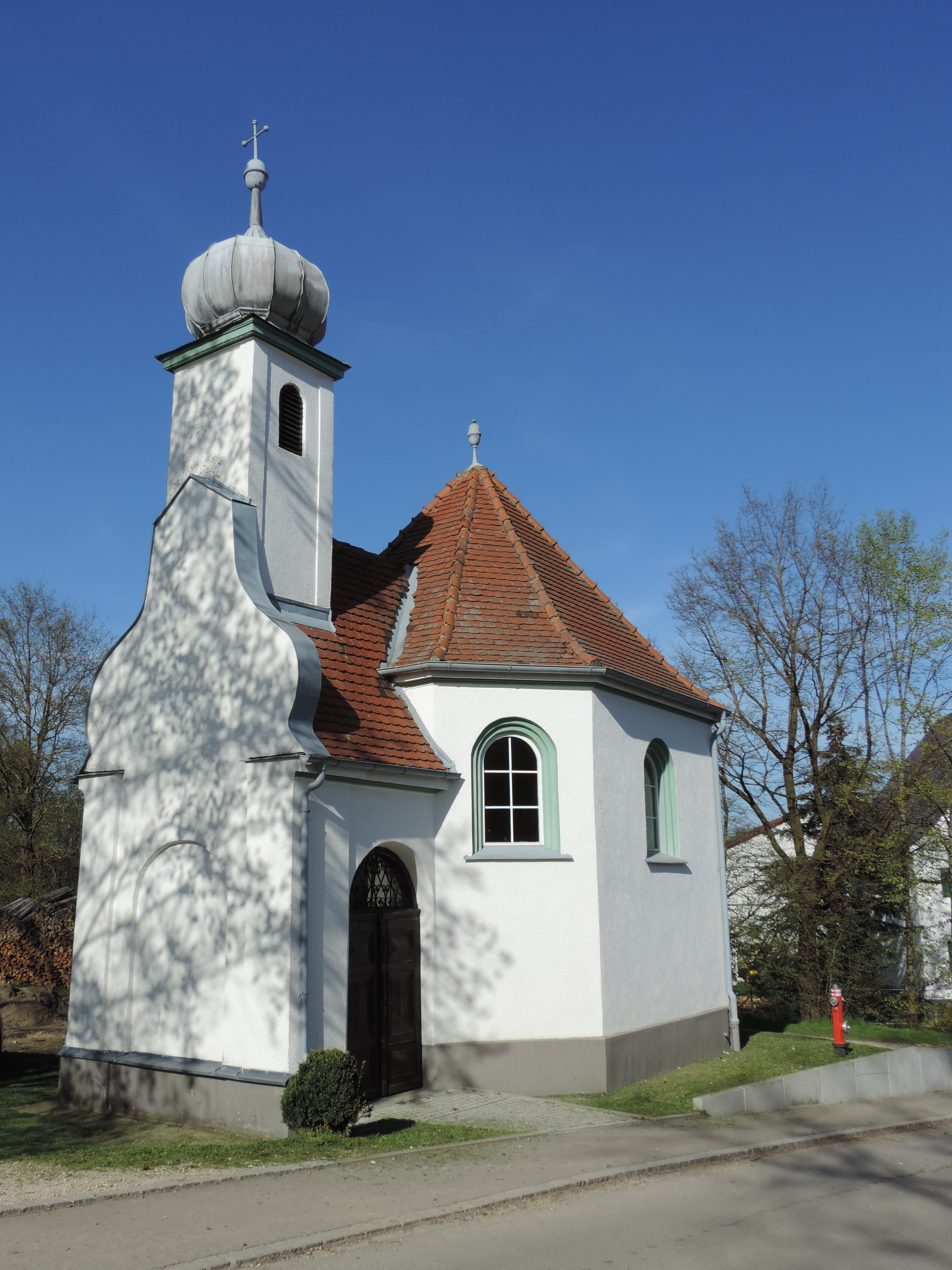
Kapelle St. Barbara in Oberzell

Die katholische Kapelle St. Barbara in Oberzell, einem Gemeindeteil von Dasing im schwäbischen Landkreis Aichach-Friedberg in Bayern, wurde 1910 nach Plänen des Augsburger Architekten Albert Kirchmayer errichtet. 
Der neubarocke Zentralbau mit westlichem Vorbau mit geschweiftem Giebel und Dachreiter mit Zwiebelhaube ist ein geschütztes Baudenkmal. Die Flachdecke mit gemalter Felderteilung, geschaffen 1910 von Wilhelm Böhringer, stellt die heilige Barbara von Nikomedien und an den Ecken christliche Symbole dar. 
Vom Altar aus der Bauzeit mit Gottvater im Auszug fehlt die ursprüngliche Skulptur der heiligen Barbara.